# Atlantic Crossing
| 전문가 평가                   | 전문가 평가 |
| 평가 점수                     | 평가 점수   |
| 출처                          | 점수        |
| ----------------------------- | ----------- |
| AllMusic                      | [ 1 ]       |
| Christgau's Record Guide      | B+          |
| Rolling Stone                 | (average)   |
| The Rolling Stone Album Guide | [ 4 ]       |

《Atlantic Crossing》은 1975년 8월 15일에 발매된 영국의 싱어송라이터 로드 스튜어트의 여섯 번째 스튜디오 음반이다. 이 음반은 영국에서 1위 (그의 다섯 번째 솔로 음반)와 빌보드 200 차트에서 9위를 차지했다.
제목은 스튜어트가 워너 브라더스 레코드로 건너간 것과 로스앤젤레스의 제트 세트 라이프스타일을 위해 영국의 노동당 총리 해럴드 윌슨이 도입한 최고 소득세율 83%를 피해 떠나는 것을 언급하면서 스튜어트의 새로운 상업적, 예술적 방향을 가리켰다(당시 그는 미국 시민권을 신청했었다). 이 음반은 스튜어트의 당시 여자친구였던 스웨덴 여배우 브리트 에클란드의 제안으로 느린 면과 빠른 면으로 나뉘었다. 스튜어트는 다음 두 장의 음반을 위해 형식을 반복했다.

## 배경
이 음반에는 스튜어트의 가장 인기 있는 두 곡인 〈Sailing〉과 〈I Don't Talk About It〉과 클래식 록을 가장 좋아하는 〈Three Time Loser〉와 〈Stone Cold Sober〉가 수록되어 있다.
《Atlantic Crossing》과 함께, 스튜어트는 로니 우드, 이언 맥라간, 그리고 머큐리 레코드의 클래식 음반에 그의 핵심 협력자였던 음악가들의 마굿간과의 관계를 끝내고 솔과 포크를 융합시켰다. 대신, 그는 멤피스 혼스와 부커 T. & 더 M.G.'s의 4분의 3을 포함한 세션 음악가 그룹을 이용했다. 이 음반은 유명한 엔지니어이자 프로듀서인 톰 다우드가 애틀랜틱 레코드의 스태프 시절 스튜어트의 영웅들에 의해 레코드로 프로듀싱했다. 1975년 가을 페이시스의 마지막 미국 투어에서 이 음반에서 공연된 유일한 곡은 〈Three Time Loser〉였고, 나머지 그룹은 스튜어트가 이 음반에서 음악적 방향을 바꾼 것을 몹시 싫어했다. 이 음반의 성공과 미국으로의 이적이 있은 후, 스튜어트는 그 해 말까지 페이시스에서 탈퇴한다고 발표했다.
2009년, 라이노 레코드는 보너스 트랙이 포함된 두 장의 디스크 버전을 발매했다.

## 곡 목록
| #  | 제목                                 | 작사·작곡                    | 재생 시간 |
| -- | ------------------------------------ | ---------------------------- | --------- |
| 1. | 〈Three Time Loser〉                 | 로드 스튜어트                | 4:03      |
| 2. | 〈Alright for an Hour〉              | 스튜어트, 제시 에드 데이비스 | 4:17      |
| 3. | 〈All in the Name of Rock 'N' Roll〉 | 스튜어트                     | 5:02      |
| 4. | 〈Drift Away〉                       | 멘토 윌리엄스                | 3:43      |
| 5. | 〈Stone Cold Sober〉                 | 스튜어트, 스티브 크로퍼      | 4:12      |

| #  | 제목                              | 작사·작곡                                                | 재생 시간 |
| -- | --------------------------------- | -------------------------------------------------------- | --------- |
| 1. | 〈I Don't Want to Talk About It〉 | 대니 휘튼                                                | 4:47      |
| 2. | 〈It's Not The Spotlight〉        | 배리 골드버그, 제리 고핀                                 | 4:21      |
| 3. | 〈This Old Heart of Mine〉        | 라몬트 도지어, 브라이언 홀랜드, 에디 홀랜드, 실비아 모이 | 4:04      |
| 4. | 〈Still Love You〉                | 스튜어트                                                 | 5:08      |
| 5. | 〈Sailing〉                       | 개빈 서덜랜드                                            | 4:37      |

## 인증
| 국가                                                  | 인증        | 판매량/출하량 |
| ----------------------------------------------------- | ----------- | ------------- |
| 오스트레일리아 (ARIA)                                 | 4× 플래티넘 | 400,000       |
| 독일 (BVMI)                                           | 골드        | 250,000^      |
| 홍콩 (IFPI 홍콩)                                      | 골드        | 10,000*       |
| 스웨덴 (GLF)                                          | 골드        | 200,000       |
| 영국 (BPI)                                            | 플래티넘    | 300,000^      |
| 미국 (RIAA)                                           | 골드        | 500,000^      |
| *판매량을 기반으로 한 인증 ^출하량을 기반으로 한 인증 |             |               |